# Jagdgeschwader 11
11-а винищувальна ескадра (нім. Jagdgeschwader 11 (JG 11) — винищувальна ескадра Люфтваффе за часів Другої світової війни.

## Історія
11-а винищувальна ескадра заснована 1 квітня 1943 року на аеродромі у Єфері на основі частки сил 1-ї винищувальної ескадри.

## Командування

### Командири
- майор Антон Мадер (нім. Anton Mader) (1 квітня — листопад 1943);
- оберстлейтенант Герман Граф (нім. Hermann Graf) (11 листопада 1943 — 29 березня 1944);
- майор Антон Гакль (нім. Anton Hackl) (? квітня — 15 квітня 1944, ТВО);
- майор Герберт Ілефельд (нім. Herbert Ihlefeld) (1 травня — ? травня 1944);
- оберстлейтенант Гюнтер Шпехт (нім. Günther Specht) (15 травня 1944 — 1 січня 1945);
- майор Юрген Гардер (нім. Jürgen Harder) (1 січня — 17 лютого 1945);
- майор Антон Гакль (20 лютого — 5 травня 1945).

## Основні райони базуванняштабу11-ї винищувальної ескадри[1]
| Час                            | Місто          | Підпорядкування                                    | Основний літак    |
| ------------------------------ | -------------- | -------------------------------------------------- | ----------------- |
| 1 квітня — жовтень 1943        | Єфер           | Jafü 2                                             | Bf 109G           |
| жовтень 1943 — березень 1944   | Гузум          | Jafü 2                                             | Bf 109G           |
| березень — серпень 1944        | Ольденбург     | Jafü 2                                             | Bf 109G           |
| серпень — 17 вересня 1944      | Фінстервальде  | Jafü 2                                             | Bf 109G           |
| 17 вересня — 7 жовтня 1944     | Гютерсло       | Jafü 2                                             | Bf 109G           |
| 7 жовтня — 17 грудня 1944      | Вюнсторф       | Jafü 2                                             | Bf 109G/Fw190A    |
| 17 грудня 1944 — 23 січня 1945 | Бібліс         | Командування винищувальної авіації «Середній Рейн» | Bf 109G/Fw190A    |
| 23 січня — 18 квітня 1945      | Штраусберг     | 3. Fl-Div 4. Fl-Div                                | Bf 109G/Fw 190A/D |
| 18 — 22 квітня 1945            | Ґатов          | 1. Fl-Div                                          | Fw 190D           |
| 22 — 28 квітня 1945            | Лерц           | 1. Fl-Div                                          | Fw 190D           |
| 28 квітня — 2 травня 1945      | Нойштадт-Глеве | 1. Fl-Div                                          | Fw 190D           |
| 2 — 8 травня 1945              | Лек            | 2. Fl-Div                                          | Fw 190D           |

## КавалериЛицарського хреста Залізного хрестаJG53
| Ім'я                     | Звання           | Лицарського хреста | Лицарського хреста з дубовим листям | Лицарського хреста з дубовим листям та мечами |
| ------------------------ | ---------------- | ------------------ | ----------------------------------- | --------------------------------------------- |
| Пауль-Генріх Дене        | гауптман         | 6 квітня 1944*     |                                     |                                               |
| Горст-Гюнтер фон Фассонг | гауптман         | 27 липня 1944*     |                                     |                                               |
| Гуго Фрей                | гауптман         | 4 травня 1944*     |                                     |                                               |
| Антон Гакль              | майор            | 25 травня 1942     | 9 серпня 1942                       | 9 липня 1944                                  |
| Юрген Гардер             | майор            | 5 грудня 1943      | 1 лютого 1945                       |                                               |
| Рольф Герміхен           | майор            | 24 березня 1944    | 19 лютого 1945                      |                                               |
| Альфонс Кляйн            | оберлейтенант    | ?                  |                                     |                                               |
| Гайнц Кноке              | гауптман         | 27 квітня 1945     |                                     |                                               |
| Ганс-Генріх Кеніг        | гауптман         | 6 квітня 1944      |                                     |                                               |
| Ервін Ласковські         | оберфельдфебель  | 27 квітня 1945     |                                     |                                               |
| Герхард Шоммер           | гауптман         | 27 липня 1944*     |                                     |                                               |
| Гюнтер Шпехт             | оберст-лейтенант | 8 квітня 1944      |                                     |                                               |
| Герман Вольф             | оберфельдфебель  | 24 квітня 1945     |                                     |                                               |

Відмічені знаком «*», отримали нагороду (звання) посмертно

## Бойовий склад 11-ї винищувальної ескадри
- штаб (Stab/JG11)[5]
- 1-ша група (I./JG11)[5]
- 2-га група (II./JG11)[5]
- 3-тя група (III./JG11)[6]
- 10-та окрема ескадрилья (10./JG11)[7]
- 11-та окрема ескадрилья (11./JG11)[8]
- Ескадрилья чергування «Аальборг» (Alarmstaffel Aalborg)[9]